# Amatori Vercelli 1971
Questa voce raccoglie le informazioni riguardanti l'Amatori Vercelli nelle competizioni ufficiali della stagione 1971.

## Maglie e sponsor
| 1ª divisa |

## Rosa
| N° | Naz.              | Ruolo    | Sportivo           |  |  |  |
| -- | ----------------- | -------- | ------------------ |  |  |  |
|    | Italia (bandiera) | Esterno  | Franco Cerrina     |  |  |  |
|    | Italia (bandiera) | Esterno  | Finotti            |  |  |  |
|    | Italia (bandiera) | Esterno  | Gianni Torazzo     |  |  |  |
|    | Italia (bandiera) | Esterno  | Corrado Corradino  |  |  |  |
|    | Italia (bandiera) | Esterno  | Lazzarotti         |  |  |  |
|    | Italia (bandiera) | Portiere | Losa               |  |  |  |
|    | Italia (bandiera) | Portiere | Casolaro           |  |  |  |
|    | Italia (bandiera) | Portiere | Vettorello         |  |  |  |
|    | Italia (bandiera) | Esterno  | Albertini          |  |  |  |
|    | Italia (bandiera) | Esterno  | Bariosco           |  |  |  |
|    | Italia (bandiera) | Esterno  | Giovanni Innocenti |  |  |  |
|    | Italia (bandiera) | Esterno  | Stefano Orlandi    |  |  |  |
|    | Italia (bandiera) | Esterno  | Felisatti          |  |  |  |
|    | Italia (bandiera) | Esterno  | Alfredo Tarchetti  |  |  |  |

- Allenatore:  Franco Cerrina